# Folketingswahl 1910
- Social.: 24
- Rad. V.: 20
- Venstre: 57
- Højre: 13

Die Folketingswahl 1910 am 20. Mai war die 29. Wahl zum Folketing, der zweiten Kammer des dänischen Parlaments. Die liberale Venstre konnte die Wahl sowohl nach Stimmen als auch Wahlkreisen klar gewinnen. Sie gewann in 57 von 114 Wahlkreisen den Folketingssitz und machte so exakt die Hälfte des Folketings aus. Die Venstre konnte damit auch wieder die Regierungsposition einnehmen und bildete die Regierung Berntsen.

## Wahlmodus
Die 114 Sitze des Folketings wurden über ebenso viele Wahlkreise nach Mehrheitswahlrecht vergeben. Wahlberechtigt zur Folketingswahl waren dänische Männer, die das 30. Lebensjahr vollendet hatten und über einen eigenen Wohnbesitz in Dänemark verfügten. Ausgeschlossen waren jedoch Personen, die in der Vergangenheit Armutshilfe erhielten und diese noch nicht zurückzahlten oder unter Vormundschaft standen. Unter diesen Voraussetzungen waren somit nur etwa 17,2 % der Bevölkerung wahlberechtigt.

## Ergebnisse
| Partei                             | Stimmen | Prozent | Sitze   | ± Sitze |
| ---------------------------------- | ------- | ------- | ------- | ------- |
| Venstre Liberale Partei            | 118.902 | 34,1 %  | 57      | ▲ 9     |
| Socialdemokratiet Sozialdemokraten | 098.718 | 28,3 %  | 24      | ▬0      |
| Højre Rechte                       | 064.904 | 18,6 %  | 13      | ▼ 8     |
| Radikale Venstre Sozialliberale    | 064.884 | 18,6 %  | 20      | ▲ 5     |
| Parteilose                         | 001.448 | 00,4 %  | 0       | –       |
|                                    |         |         |         |         |
| Wahlberechtigte                    | 470.392 | 470.392 | 470.392 | 470.392 |
| Abgegebene Stimmen                 | 351.882 | 351.882 | 351.882 | 351.882 |
| Gültige Stimmen                    | 348.856 | 348.856 | 348.856 | 348.856 |
| Wahlbeteiligung                    | 74,8 %  | 74,8 %  | 74,8 %  | 74,8 %  |

### Neubesetzungen
Im zweiten (21. September 1911) und achten (25. Juli 1911) Wahlkreis von Odense Amts sowie im vierten Wahlkreis des Aalborg Amts (2. April 1912) kam es während der Legislatur zu einzelnen Neuwahlen, um ausgeschiedene Mitglieder des Folketings zu ersetzen. Bei allen drei Neubesetzungen gehörten die neuen Mitglieder derselben Partei an wie schon ihre Vorgänger.